# Distributed.net

distributed.net은 1997년 설립된 인터넷에 기반한 최초의 범용 분산 컴퓨팅 프로젝트 중 하나이다. 분산컴퓨팅의 발전을 추구하기 위하여 development, deployment, advocacy의 세 가지를 목적으로 삼는다.

## DNETC@HOME
DNETC@HOME은 distributed.net에서 수행하는 분산 컴퓨팅 기술을 활용한 프로젝트의 클라이언트 프로그램을 BOINC 기반으로 구동하는 프로젝트로서 RC5와 OGR이 진행되고 있다.

## 세부 프로젝트

### RC5
RC5는 원래 블록 암호 알고리즘으로 미국의 로널드 라이베스트(영어: Ronald Rivest)에 의해 1994년 고안되었으며 비교적 간단하고도 강력한 암호화 알고리즘으로 유명하다.
이 암호화 방식에 대해 특허권을 가지고 있는 RSA Security에서는 RC5로 암호화된 문장을 해독하는 사람에게 상금을 지급하였는데 이 암호화 문장을 풀기 위하여 모든 가능한 암호화 키를 하나씩 넣어서 확인해 보는 무차별 대입 공격(영어: brute force attack) 방식으로 암호를 풀어내는 것이 이 프로젝트의 목적이다.
지금까지 암호키의 길이에 따라 56bit, 64bit, 72bit의 세가지 암호화 문장에 대한 해독이 이루어지고 있으며 앞의 두 가지의 암호는 각각 1997년 10월 19일,

2002년 7월 14일

에 풀렸으며 각각의 문장 내용은 다음과 같다.
- RC5-56 : It's time to move to a longer key length
- RC5-64 : Some things are better left unread
- RC5-72 : 현재 진행 중임.

현재 수행중인 RC5-72는 2010년 10월 기준으로 2,884일, 전체 탐색 키의 1.130%가 진행 중이다.

2007년 RSA Security로부터의 우승상금 지원이 중단되었으나 프로젝트 자체적으로 동일한 비율의 상금(발견자 1,000$(US), 발견 팀 1,000$(US), 자유 소프트웨어 재단 2,000$(US))을 지원하기로 결정하였다.

### OGR
OGR은 Optimal Golomb rulers의 줄임말로서 Golomb rulers는 주어진 숫자(mark)개의 숫자를 늘어놓은 가상의 자(ruler)를 생각했을 때 각 숫자간의 거리가 모두 다르며 가장 작은 숫자(0)과 가장 큰 숫자간의 거리 차이가 가장 짧은 숫자열을 의미한다.
이러한 숫자열은 미국의 수학자 솔로몬 골룸(영어: Solomon W. Golomb)에 의해 창안되었으며 이러한 수열을 구하는 일반적인 최적화된 방법론은 존재하지 않는다.
OGR 프로젝트에서는 최적의 order-24

(2004년 11월 1일), order-25

(2008년 10월 25일), order-26

(2009년 2월 24일) 값을 찾아내었고 현재 order-27 값에 대해서 조사하고 있다.

## GPU 활용
DCNET@HOME은 계산을 수행할 때 CPU 뿐만이 아니라 그래픽 카드의 GPU 자원도 활용한다. 엔비디아의 CUDA 뿐만 아니라 AMD의 스트림도 지원하며 2009년부터 지원하였다. CPU보다 높은 처리성능을 보이고 있다.

## DNETC@HOME 의 종료
2011년 10월 DNETC@HOME 은 종료되고 새롭게 파생된 카피 프로젝트인 http://moowrap.net  로 이전되었다.

## 같이 보기
- BOINC
- 분산 컴퓨팅